# Zero Waste
Zero Waste (рус. Ноль отходов) — это набор принципов, направленных на сведение к минимальному количеству мусора посредством многоразового использования предметов и вещей. Целью Zero waste является прекращение отправки любого мусора на свалки, в мусоросжигатели или в океан. В настоящее время лишь 9 % пластика подвергается вторичной переработке. По системе Zero waste материал используется до оптимального уровня потребления. Определение, представленное международным объединением Zero waste International Alliance (ZWIA):
Zero waste — это сохранение всех ресурсов путем добросовестного производства, потребления, повторного использования и восстановления всех предметов, упаковки и материалов. Ничего из того, что опасно для окружающей среды или здоровья человека, не должно сжигаться, закапываться, сбрасываться в воду или попадать в атмосферу.
Концепция Zero Waste — это целостный, системный подход, который нацелен на массовые преобразования: он требует кардинально изменить способы использования материалов. Отсутствие мусора достигается не только благодаря вторичной переработке и повторному использованию. Главное — это полное переосмысление принципов производства и распределения сырья.
Сторонники Zero Waste полагают, что для изменения способов производства, упаковки товаров и выбора материалов необходимо государственное регулирование. Они утверждают, что отсутствие отходов существенно уменьшит загрязнение окружающей среды и снизит расходы, поскольку спрос на сырье упадет.

## История

### 2002—2003
Движение получило гласность и достигло своего пика в 1998—2002 и с тех пор продвигается от «теории к практике», заостряя внимание на структуре и правилах поведения «общества zero waste». На сайте Zero Waste International Alliance представлен список сообществ по всему миру, которые создали общественную политику для продвижения практики Zero waste. Eco-Cycle — некоммерческий центр по переработке отходов в Колорадо, США, организовал работу округа Boulder Count в соответствии с Zero waste. Наконец, в США есть организация GrassRoots Recycling Network, которая устраивает семинары и конференции, посвященные безотходной деятельности.
Калифорнийский совет по комплексному регулированию отходов поставил себе цель Zero waste в 2001 году. Департамент окружающей среды города и округа Сан-Франциско поставил себе цель Zero waste в 2002 году, следствием чего в 2009 году стал указ города об обязательной утилизации и компостировании отходов. Благодаря своим амбициозным целям и политике Сан-Франциско добился рекордных показателей (80 %) направления отходов на переработку в 2010 году — самый высокий показатель в Северной Америке. Сан-Франциско получил отличные результаты в категории отходов компании Siemens US и Canada Green City Index, которые присудили Сан-Франциско имя самого зеленого города в Северной Америке.

### 2009: появление движения Zero waste
В 2008 году термин Zero Waste использовался для описания методов производства материалов и управления бытовыми отходами. Беа Джонсон — американка французского происхождения, проживающая в Калифорнии, решила применить ее в своем доме из четырех человек. В 2009 году она начала делиться своим опытом через популярный блог Zero Waste Home, а в 2010 году была опубликована в New York Times. Статья, которая превратила концепцию Zero Waste в мейнстрим, получила много критики от людей, которые путают ее с богемным образом жизни. Мнение критиков начало меняться после опубликования фотографий семьи и их домашнего интерьера в СМИ. В 2013 году Джонсон опубликовала книгу Zero Waste Home: The Ultimate Guide to Simplifying Your Life by Reducing Your Waste. Книга дает простую методологию 5R с подробными практическими советами по устранению отходов в домашнем хозяйстве. Бестселлер, переведенный на 27 языков, вдохновил широкую аудиторию:
- вести свои собственные блоги, как Лорен Сингер[10]— эко-активист, живущая в Нью-Йорке, чьи каналы в социальных сетях распространяют концепцию Zero waste
- открывать магазины без упаковки, как Мария Делапьер, которая открыла первый в Германии магазин без упаковки
- создавать некоммерческие организации, как Натали Бино, член-основатель Zero Waste Switzerland в Швейцарии.

За прошедшие годы образ жизни Zero Waste получил широкое распространение. По всему миру появились тысячи каналов социальных сетей, блогов, магазинов без упаковки, и организаций. И, в свою очередь, это быстро развивающееся массовое движение создало спрос для крупных корпораций, таких как Unliever и Procter and Gamble, на создание альтернативных продуктов для многоразового использования.

### Настоящее время
Изменение человеческих привычек и поведения является центральной проблемой, преодоление которой необходимо для перехода к Zero Waste.
Критики Zero Waste указывают на то, что материал может быть многоразовым, органическим, нетоксичным и возобновляемым, но при этом этически уступать продуктам одноразового использования. Например, пакеты, сделанные из шкурок тюленя или шкуры тигра, теоретически соответствуют определению Zero Waste, но вряд ли превосходят одноразовые пластиковые пакеты.
Противоречие между применением природного сырья и созданием эффективных отраслевых методов переработки отходов является еще одной сложностью на пути к Zero Waste. Многие люди смотрят на природу как на лучший образец инновационных материалов и системы производства. Другие указывают на то, что промышленные продукты по своей природе не являются натуральными (например, мономолекулярные химические и пластмассовые материалы) и извлекают значительную выгоду из промышленных методов повторного использования, тогда как методы, требующие естественного разложения и восстановления, в данном контексте представляются нерациональными.
Биоразлагаемый пластик является наиболее ярким примером. С одной стороны, многие утверждают, что разложение пластика является расточительством, так как пластик дорогой материал и экологически опасен для производства. Процесс производства, независимо от того, какое сырье используется, требует одинаковых затрат на материалы и энергию. Заводы строятся, сырье закупается, производятся инвестиции, строится и используется оборудование, люди трудятся и используют человеческие ресурсы для образования, жилья, питания и т. д. Даже если пластик разлагается биологически после однократного использования, все эти затраты теряются, поэтому гораздо важнее разработать пластиковые детали для многократного повторного использования или вечного срока службы. Другие утверждает, что единственной пользой станет полное изъятие пластика со свалок и из моря.
Компании Subaru, Xerox и Anheuser-Busch предпринимают действия, чтобы их заводы не производили отходы.
Движение продолжает расти среди молодежи во всем мире в рамках организации Zero Waste Youth, которая возникла в Бразилии и распространилась на Аргентину, Пуэрто-Рико, Мексику, Соединенные Штаты и Россию. Организация увеличивается за счет местных послов добровольцев, которые проводят мероприятия по сбору мусора и по распространению информации о Zero Waste.

## Проблемы, которые решает Zero Waste

### Влияние отходов на здоровье человека
Сероводород, который был найден в разлагающемся естественным путем мусоре, является главной проблемой мусорных свалок. Исследования обнаружили связь между показателями смертности от рака легких и возросшей заболеваемостью и смертностью, связанными с респираторным заболеванием и воздействием сероводорода.
В фильтрах с мусорных свалок все чаще находят бытовые химикаты и лекарства, отпускаемые по рецепту. Содержание этих материалов в мусорных свалках и возможность попадания этих химических веществ и лекарств в грунтовые воды и окружающую среду вызывает обеспокоенность.
Безотходная технология предполагает цикличность использования материалов, тем самым уменьшив потребность в местах под мусорные свалки. С помощью безотходной технологии будет сокращено количество токсинов, выпущенных в воздух и воду. Готовая продукция будет проверяться на наличие химических веществ в процессе производства.
Проблемы со здоровьем, вызванные мусорными свалками:
- Врожденные дефекты и низкий вес при рождении: вызваны соседством со свалками и воздействием мельчайших частиц и диоксида азота
- Респираторное заболевание и рак легких: вызваны выделением сероводорода

Поддержка циклической жизни продуктов поможет снизить потребность в создании и использовании мусорных свалок. В свою очередь это уменьшит случаи респираторных заболеваний и врожденных дефектов, вызванных токсинами со свалок. Zero Waste также поможет сохранить местную окружающую среду и источники питьевой воды, предотвратив попадание загрязнителей в экосистему.

### Утилизация и переработка отходов
Важно отличать переработку от утилизации в концепции Zero Waste.
Некоторые утверждают, что ключевым компонентом Zero Waste является переработка, другие это отрицают и утверждают, что идея заключается в повторном использовании. Общее понимание переработки простое — поместить бутылки и банки в контейнер со знаком переработки. Современная версия утилизации намного сложнее и включает в себя намного больше элементов финансирования и государственной поддержки.
Например, в 2007 году в отчете Агентства по охране окружающей среды США указано, что США перерабатывает 33,4 % отходов, но при этом включает в эти расчеты компостированные материалы. Многие всемирные товарные отрасли были созданы с целью торговать материалами, которые можно перерабатывать. Однако данные о переработке иногда преувеличены. Например, ежедневные свалки с мусором прикрывают навозом и органическими веществами под видом кучи на переработку. В штатах, где действуют стимулы для переработки, существует постоянное местное давление с целью повышения показателей переработки.
Движение по переработке отделилось от концепции Zero Waste. Примером тому является компьютерная индустрия, которая оставляет по всему миру электронные отходы из бывших персональных компьютеров (160 миллионов в 2007 году). Из этих компьютеров путем переработки получают небольшое количество сырья, большая часть же идет через экспорт в страны третьего мира. Компании затем покупают такое сырье, как сталь, медь и стекло, уменьшая при этом использование новых материалов.
С другой стороны, существует промышленность, Computer Refurbishing, нацеленная на принципы Zero Waste в плане многоразового использования — она ремонтирует компьютеры. Компания была основана раньше Zero Waste. Промышленность создает организации и конференции, много лет спонсирует школы, клиники и некоммерческие предприятия компьютерами. В планах у последователей Zero Waste выдвигать требования производителям, чтобы компьютерные детали были перепроектированы для эффективного повторного использования.

### Сбережение природных ресурсов
90 % исходных материалов становятся отходами ещё до того, как готовый продукт покинул фабрику. Примерно 80 % всех товаров оказываются на свалке в первые полгода своего существования, а значительная часть энергии, воды, транспортных услуг бесполезно теряется, не доходя до потребителя. Принципы Zero Waste экономят природные ресурсы (благодаря сокращению потребления). Все ресурсы, которые добывает или производит человек, используются вновь и вновь. Таким образом, в экономике Zero Waste нет отходов, а есть вторичные материальные ресурсы.

### Повторное использование отходов
Cradle-to-Cradle (рус. От колыбели до колыбели, сокр. C2C) — концепция, которая сосредоточена на разработке промышленных систем, где материальные потоки вовлечены в замкнутые, циклические процессы; это значит, что образование собственно отходов минимизировано, так как побочные продукты производства перерабатываются и вторично используются. Концепция Cradle-to-Cradle экологична, и заботится о жизни и будущих поколениях.

#### Пример упаковки
Молоко можно доставлять в различных формах. Одной из традиционных форм является возвратная, многоразовая стеклянная бутылка, доставляемая до дома молочником. Несмотря на то, что бутылки продолжают использоваться, появилось много вариантов, которые стали общераспространенными: невозвратная бумажная картонная упаковка с крышкой, невозвратная асептическая картонная упаковка, невозвратные, повторно используемые стеклянные бутылки, невозвратные молочные пакеты и многое другое.
У каждого способа есть не только заявленные преимущества, но и возможные недостатки. С точки зрения Zero Waste, многоразовые бутылки более выгодны, так как расход материала за одно изготовление меньше, чем при других способах. Первостепенной основой бутылки является диоксид кремния, который расплавляют в стекло, а потом придают форму бутылки. Бутылку наполняют молоком и доставляют покупателю. Обратная логистика занимается тем, что отправляет использованные бутылки на очистку, проверку, санитарную обработку и повторное использование. Когда бутылка уже будет не пригодна для повторного использования, она будет переработана. Отходы, таким образом, будут минимальными. Материальными отходами станут вода для очистки, моющее средство, транспортировка, тепло, крышки для бутылок и т. д.

## Как достичь

### Нулевая иерархия отходов
The Zero Waste Hierarchy (рус. Иерархия нулевых отходов) описывает развитие политики и стратегий для поддержания системы Zero Waste. Иерархия нулевых отходов предназначена для широкой аудитории: от политиков до промышленников и отдельных лиц. Эта система направлена на то, чтобы придавать большую огласку международно признанному правилу 3Rs (Сокращение, Повторное использование, Переработка); поощрять политику, поддерживающую Zero Waste, деятельность и инвестиции тех людей, которые хотят разрабатывать механизмы или продукты и заслуги которых приближают нас к минимальному количеству мусора. Во всем мире, в той или иной форме, иерархия предотвращения загрязнения включена в правила утилизации, планы обращения с твердыми отходами и программы сохранения ресурсов. В Канаде была принята иерархия предотвращения загрязнения, иначе называемая «Иерархия защиты окружающей среды» (the Environmental Protection Hierarchy). Эта иерархия была включена во все правила утилизации в Канаде и во все методы сохранения ресурсов, которые соблюдаются всеми утвержденными правительством программами для предотвращения загрязнения окружающей среды. Zero Waste Canada вместе с Международным альянсом Zero Waste International приняли единственную международно проверенную иерархию Zero Waste Hierarchy, которая фокусируется на правиле 3R.

### Пять правил Беа Джонс
В книге Zero Waste Home: The Ultimate Guide to Simplifying Your Life by Reducing Your Waste автор Беа Джонсон предлагает модифицированную версию 3R — 5R: (Откажись, Сократи, Используй заново, Перерабатывай, Компостируй). Метод, который она разработала за годы жизни без отходов и использовала для уменьшения количества отходов, чтобы они помещались в банку для пинты, в настоящее время широко используется людьми, предприятиями и муниципалитетами во всем мир.